# Guglielmo III di Dampierre
Guglielmo III di Dampierre (1224 – Trazegnies, 6 giugno 1251) fu signore di Dampierre dal 1231, e Conte di Fiandra (Guglielmo II), associato alla madre, Margherita II, dal 1247 alla sua morte.

## Origine
Guglielmo, secondo la Genealogica Comitum Flandriæ Bertiniana, Continuatio Leidensis et Divionensis, era il figlio primogenito del signore di Dampierre, Guglielmo II e della futura contessa delle Fiandre e contessa di Hainaut, Margherita, che, secondo la Genealogica Comitum Flandriæ Bertiniana, Continuatio Marchianensis era la figlia secondogenita del Conte delle Fiandre, Conte di Hainaut, ed anche primo imperatore dell'impero latino di Costantinopoli, Baldovino delle Fiandre o di Hainaut e di Maria di Champagne, figlia, secondo il Gisleberti Chronicon Hanoniense, del conte di Champagne e di Brie, Enrico I e di Maria di Francia, che, secondo la Chronica Albrici Monachi Trium Fontium era la figlia primogenita del re di Francia, Luigi VII e della duchessa d'Aquitania e Guascogna e contessa di Poitiers, Eleonora.
Guglielmo II di Dampierre, secondo la Chronica Albrici Monachi Trium Fontium, era figlio del connestabile di Champagne, signore di Dampierre e Montluçon e signore di Borbone, Guido II e della moglie, la dama di Borbone, Matilde I, che sempre secondo la Chronica Albrici Monachi Trium Fontium, era figlia dell'erede della signoria di Borbone, Arcimbaldo di Borbone.

## Biografia
Dopo il 1221, secondo il monaco benedettino inglese, cronista della storia inglese, Matteo di Parigi, suo padre, Guglielmo II di Dampierre iniziò ad intrattenere rapporti segreti con Margherita, la sorella della contessa delle Fiandre e contessa di Hainaut, Giovanna; Margherita, nel 1221, per poter liberare il marito, Burcardo d'Avesnes, tenuto in prigione a Gand dalla sorella Giovanna, aveva acconsentito all'annullamento del proprio matrimonio. Burcardo, secondo Matteo di Parigi, si era recato a Roma per perorare la sua causa, ma Margherita, nel frattempo aveva cambiato parere e aveva deciso di lasciarlo, a seguito della frequentazione di Guglielmo.
Nel 1223, suo padre, Guglielmo II aveva sposato sua madre, Margherita. Il matrimonio, oltre che dalla Chronica Albrici Monachi Trium Fontium, viene confermato anche dal Iohannis de Thilrode Chronicon. Quest'unione creò un certo scandalo per i vincoli di consanguineità che li legavano: la nonna materna di Guglielmo era Maria di Champagne o di Blois, sorella del nonno di Margherita, Enrico I di Champagne. La disputa sulla liceità o meno delle due nozze di sua madre, Margherita, si protrasse per decenni e nel 1244, sfociò nella Guerra di successione delle Fiandre e dell'Hainaut che andò avanti, con qualche interruzione, fino al 1254. I figli avuti da Burcardo erano ritenuti illegittimi dalla chiesa, mentre erano legittimi per l'imperatore, Federico II.
Suo padre, Guglielmo II, morì il 3 settembre 1231, e Guglielmo divenne signore di Dampierre.
Nel 1244, morì la sorella di sua madre, Margherita, la contessa di Fiandre e Hainaut, Giovanna I, a Marquette; il 5 dicembre, secondo il Necrologio Sanctæ Waldetrudis. A Giovanna, come contessa di Fiandre e Hainaut, succedette la sorella minore, Margherita (Margherita II, nelle Fiandre e Margherita I, nell'Hainaut).
Siccome i figli nati dai suoi due matrimoni erano in contrasto sui diritti inerenti all'eredità materna (gli Avesnes erano stati generati prima, ma considerati illegittimi dalla chiesa e anche dalla madre, mentre i Dampierre, generati dopo erano considerati legittimi), nella disputa intervenne, nel 1246, il re di Francia, Luigi IX il Santo. Il re decise che i possedimenti dell'Hainaut sarebbero stati ereditati dai figli Avesnes e le Fiandre dai figli Dampierre.
Nel 1246, Margherita, che era sia contessa delle Fiandre che di Hainaut e che odiava il figlio maggiore, Giovanni d'Avesnes, cognato (nel 1246 aveva sposato Adelaide d'Olanda) e alleato di Guglielmo II d'Olanda, aveva offerto al fratello di Luigi IX, Carlo I d'Angiò conte di Provenza, la contea di Hainaut e la tutela delle Fiandre per conto della Casa dei Dampierre, in quanto Guglielmo era stato associato a lei nella conduzione della contea delle Fiandre, come conferma il Necrologio Sanctæ Waldetrudis. Il primogenito di Margherita, Giovanni d'Avesnes, non era soddisfatto dell'accordo e convinse il cognato, Guglielmo II d'Olanda, eletto re di Germania nel 1247 (voluto dal papa in contrapposizione a Corrado IV di Svevia), a mettere sotto assedio l'Hainaut e quella parte delle Fiandre (Namur e la Zelanda) che erano soggette all'Impero, spingendo Margherita e Carlo d'Angiò ad allearsi con Corrado IV di Svevia. Quel che ne seguì fu una guerra civile che vide vincenti gli Avesnes sui Dampierre.
Secondo gli Annales Blandinienses, Guglielmo, nel 1248, dopo aver reso omaggio al re di Germania, Guglielmo II d'Olanda, seguì il re di Francia, Luigi IX, in Terra santa (settima crociata), e, nel 1249, partecipò alla conquista di Damietta, dove, nel 1250, fu fatto prigioniero assieme a Luigi IX e molti altri cavalieri. Riottenuta la libertà, in quello stesso anno, Guglielmo fece ritorno alla sua contea.
Ancora secondo gli Annales Blandinienses, Guglielmo morì l'anno seguente (1251) e fu sepolto a Marquette; anche la Genealogica Comitum Flandriæ Bertiniana, Continuatio Leidensis et Divionensis ricorda la morte di Guglielmo, avvenuta a Trazegnies, durante un torneo, mentre secondo il Necrologio Sanctæ Waldetrudis, morì il 6 giugno. Secondo la madre, Margherita, la sua morte fu dovuta agli intrighi degli Avesnes; essendo Guglielmo senza discendenza, come conte di Fiandra gli succedette il fratello, Guido, mentre nella signoria di Dampierre, gli succedette il fratello Giovanni.

## Matrimonio e discendenza
Guglielmo, nel 1247, sia secondo il Iohannis de Thielrode Genealogia Comitum Flandriæ, che secondo il Iohannis de Thilrode Chronicon aveva sposato Beatrice del Brabante, figlia del duca di Brabante, Enrico II e vedova di Enrico Raspe, langravio di Turingia e re dei Romani; anche la Oude Kronik van Brabant (non consultata) conferma il matrimonio con Beatrice del Brabante, figlia del duca di Brabante, Enrico II e di Maria di Svevia.
Di Guglielmo non si conosce alcuna discendenza.

## Ascendenza
|                               |                        |                         | Genitori                  |  |  | Nonni |  |  | Bisnonni                 |  |  | Trisnonni            |  |
|                               |                        |                         |                           |  |  |       |  |  | Guglielmo I di Dampierre |  |  | Guido I di Dampierre |  |
|                               |                        |                         |                           |  |  |       |  |  | Guglielmo I di Dampierre |  |  | Guido I di Dampierre |  |
|                               |                        | Helvide di Baudément    |                           |  |  |       |  |  | Guglielmo I di Dampierre |  |  |                      |  |
| Guy II di Dampierre           |                        |                         |                           |  |  |       |  |  | Guglielmo I di Dampierre |  |  |                      |  |
|                               |                        | Ermengarda di Toucy     | Dreux di Mouchy           |  |  |       |  |  |                          |  |  |                      |  |
|                               |                        | Ermengarda di Toucy     | Dreux di Mouchy           |  |  |       |  |  |                          |  |  |                      |  |
|                               |                        | Ermengarda di Toucy     | …                         |  |  |       |  |  |                          |  |  |                      |  |
| Guglielmo II di Dampierre     |                        | Ermengarda di Toucy     |                           |  |  |       |  |  |                          |  |  |                      |  |
|                               |                        | Arcimbaldo di Borbone   | Arcimbaldo VII di Borbone |  |  |       |  |  |                          |  |  |                      |  |
|                               |                        | Arcimbaldo di Borbone   | Arcimbaldo VII di Borbone |  |  |       |  |  |                          |  |  |                      |  |
|                               |                        | Arcimbaldo di Borbone   | Agnese di Savoia          |  |  |       |  |  |                          |  |  |                      |  |
| Matilde I di Borbone          |                        | Arcimbaldo di Borbone   |                           |  |  |       |  |  |                          |  |  |                      |  |
|                               |                        | Alice di Borgogna       | Oddone II di Borgogna     |  |  |       |  |  |                          |  |  |                      |  |
|                               |                        | Alice di Borgogna       | Oddone II di Borgogna     |  |  |       |  |  |                          |  |  |                      |  |
|                               |                        | Alice di Borgogna       | Maria di Blois            |  |  |       |  |  |                          |  |  |                      |  |
| Guglielmo III di Dampierre    |                        | Alice di Borgogna       |                           |  |  |       |  |  |                          |  |  |                      |  |
|                               | Baldovino V di Hainaut | Baldovino IV di Hainaut |                           |  |  |       |  |  |                          |  |  |                      |  |
|                               | Baldovino V di Hainaut | Baldovino IV di Hainaut |                           |  |  |       |  |  |                          |  |  |                      |  |
|                               | Baldovino V di Hainaut | Alice di Namur          |                           |  |  |       |  |  |                          |  |  |                      |  |
| Baldovino I di Costantinopoli | Baldovino V di Hainaut |                         |                           |  |  |       |  |  |                          |  |  |                      |  |
|                               |                        | Margherita I di Fiandra | Teodorico di Alsazia      |  |  |       |  |  |                          |  |  |                      |  |
|                               |                        | Margherita I di Fiandra | Teodorico di Alsazia      |  |  |       |  |  |                          |  |  |                      |  |
|                               |                        | Margherita I di Fiandra | Sibilla d'Angiò           |  |  |       |  |  |                          |  |  |                      |  |
| Margherita II di Fiandra      |                        | Margherita I di Fiandra |                           |  |  |       |  |  |                          |  |  |                      |  |
|                               |                        | Enrico I di Champagne   | Tebaldo II di Champagne   |  |  |       |  |  |                          |  |  |                      |  |
|                               |                        | Enrico I di Champagne   | Tebaldo II di Champagne   |  |  |       |  |  |                          |  |  |                      |  |
|                               |                        | Enrico I di Champagne   | Matilde di Carinzia       |  |  |       |  |  |                          |  |  |                      |  |
| Maria di Champagne            |                        | Enrico I di Champagne   |                           |  |  |       |  |  |                          |  |  |                      |  |
|                               |                        | Maria di Francia        | Luigi VII di Francia      |  |  |       |  |  |                          |  |  |                      |  |
|                               |                        | Maria di Francia        | Luigi VII di Francia      |  |  |       |  |  |                          |  |  |                      |  |
|                               |                        | Maria di Francia        | Eleonora d'Aquitania      |  |  |       |  |  |                          |  |  |                      |  |
|                               |                        | Maria di Francia        |                           |  |  |       |  |  |                          |  |  |                      |  |

### Fonti primarie
- (LA)  Monumenta Germaniae Historica, Scriptores, tomus V.
- (LA)  Monumenta Germaniae Historica, Scriptores, tomus IX.
- (LA)  Monumenta Germaniae Historica, Scriptores, tomus XXI.
- (LA)  Monumenta Germaniae Historica, Scriptores, tomus XXIII.
- (LA)  Monumenta Germaniae Historica, Scriptores, tomus XXV.
- (FR)  Grande chronique de Mathieu de Paris, tomus VIII.

### Letteratura storiografica
- Austin Lane Poole, "L'interregno in Germania", cap. IV, vol. V (Il trionfo del papato e lo sviluppo comunale) della Storia del mondo medievale, 1999, pp. 128–152
- Charles Petit-Dutaillis, "Luigi IX il Santo", cap. XX, vol. V (Il trionfo del papato e lo sviluppo comunale) della Storia del mondo medievale, 1999, pp. 729–864